# Az Amerikai Egyesült Államok mezőgazdasági minisztereinek listája
Ez a lista az Amerikai Egyesült Államok mezőgazdasági minisztereit (United States Secretary of Agriculture) tartalmazza. A minisztériumot 1889-ben hozták létre. Feladata többszörösen összetett. A mezőgazdasági termelés irányítása mellett feladatkörébe tartozik az ország erdészeti szolgálatának irányítása, az élelmiszer-biztonság ellenőrzése, illetve a szegényebb állampolgárok segítése is. A mindenkori miniszter az elnöki utódlási sorrend 8. helyén áll.
A jelenlegi magbízott miniszter Gary Washington.

## Miniszterek listája
| Az Amerikai Egyesült Államok mezőgazdasági miniszterei | Az Amerikai Egyesült Államok mezőgazdasági miniszterei | Az Amerikai Egyesült Államok mezőgazdasági miniszterei | Az Amerikai Egyesült Államok mezőgazdasági miniszterei | Az Amerikai Egyesült Államok mezőgazdasági miniszterei | Az Amerikai Egyesült Államok mezőgazdasági miniszterei | Az Amerikai Egyesült Államok mezőgazdasági miniszterei | Az Amerikai Egyesült Államok mezőgazdasági miniszterei                                                                         | Az Amerikai Egyesült Államok mezőgazdasági miniszterei | Az Amerikai Egyesült Államok mezőgazdasági miniszterei |
| Demokrata Párt (14); Republikánus Párt (18)            | Demokrata Párt (14); Republikánus Párt (18)            | Demokrata Párt (14); Republikánus Párt (18)            | Demokrata Párt (14); Republikánus Párt (18)            | Demokrata Párt (14); Republikánus Párt (18)            | Demokrata Párt (14); Republikánus Párt (18)            | Demokrata Párt (14); Republikánus Párt (18)            | Demokrata Párt (14); Republikánus Párt (18)                                                                                    | Demokrata Párt (14); Republikánus Párt (18)            | Demokrata Párt (14); Republikánus Párt (18)            |
| Nr.                                                    | Kép                                                    | Név                                                    | Származási állama                                      | Hivatali idő kezdete                                   | Hivatali idő vége                                      | Párt                                                   | Egyéb választott vagy kinevezett tisztsége                                                                                     | Elnök                                                  |                                                        |
| ------------------------------------------------------ | ------------------------------------------------------ | ------------------------------------------------------ | ------------------------------------------------------ | ------------------------------------------------------ | ------------------------------------------------------ | ------------------------------------------------------ | --- | ------------------------------------------------------ | ------------------------------------------------------ |
| 1                                                      |                                                        | Norman J. Coleman                                      | Missouri                                               | 1889. február 15.                                      | 1889. március 6.                                       |                                                        | Missouri helyettes kormányzója (1875–1877)                                                                                     | Grover Cleveland                                       |                                                        |
| 2                                                      |                                                        | Jeremiah M. Rusk                                       | Wisconsin                                              | 1889. március 6.                                       | 1893. március 6.                                       |                                                        | Wisconsin kormányzója (1882–1889) Az Amerikai Egyesült Államok Képviselőházának tagja (Wisconsin képviseletében) (1871 – 1877) | Benjamin Harrison                                      |                                                        |
| 3                                                      |                                                        | J. Sterling Morton                                     | Nebraska                                               | 1893. március 7.                                       | 1897. március 5.                                       |                                                        | Nebraska kormányzója (1858-1859)                                                                                               | Grover Cleveland                                       |                                                        |
| 4                                                      |                                                        | James Wilson                                           | Iowa                                                   | 1897. március 5.                                       | 1913. március 3.                                       |                                                        | Az Amerikai Egyesült Államok Képviselőházának tagja (Iowa képviseletében) (1873-1877; 1883-1885)                               | William McKinley                                       |                                                        |
| 4                                                      | Theodore Roosevelt                                     | James Wilson                                           | Iowa                                                   | 1897. március 5.                                       | 1913. március 3.                                       |                                                        | Az Amerikai Egyesült Államok Képviselőházának tagja (Iowa képviseletében) (1873-1877; 1883-1885)                               |                                                        |                                                        |
| 4                                                      | William Howard Taft                                    | James Wilson                                           | Iowa                                                   | 1897. március 5.                                       | 1913. március 3.                                       |                                                        | Az Amerikai Egyesült Államok Képviselőházának tagja (Iowa képviseletében) (1873-1877; 1883-1885)                               |                                                        |                                                        |
| 5                                                      |                                                        | David F. Houston                                       | Missouri                                               | 1913. március 6.                                       | 1920. február 2.                                       |                                                        | Az USA pénzügyminisztere (1920-1921)                                                                                           | Woodrow Wilson                                         |                                                        |
| 6                                                      |                                                        | Edwin T. Meredith                                      | Iowa                                                   | 1920. február 2.                                       | 1921. március 4.                                       |                                                        | | Woodrow Wilson                                         |                                                        |
| 7                                                      |                                                        | Henry C. Wallace                                       | Iowa                                                   | 1921. március 5.                                       | 1924. október 25.                                      |                                                        | | Warren G. Harding                                      |                                                        |
| 7                                                      | Calvin Coolidge                                        | Henry C. Wallace                                       | Iowa                                                   | 1921. március 5.                                       | 1924. október 25.                                      |                                                        | |                                                        |                                                        |
| 8                                                      |                                                        | Howard M. Gore                                         | Nyugat-Virginia                                        | 1924. november 22.                                     | 1925. március 4.                                       |                                                        | Nyugat-Virginia kormányzója (1925-1929)                                                                                        |                                                        |                                                        |
| 9                                                      |                                                        | William M. Jardine                                     | Kansas                                                 | 1925. március 5.                                       | 1929. március 4.                                       |                                                        | Az Egyesült Államokat képviselő miniszter Egyiptomban (1930-1933)                                                              |                                                        |                                                        |
| 10                                                     |                                                        | Arthur M. Hyde                                         | Missouri                                               | 1929. március 6.                                       | 1933. március 4.                                       |                                                        | Missouri kormányzója (1921–1925)                                                                                               | Herbert Hoover                                         |                                                        |
| 11                                                     |                                                        | Henry A. Wallace                                       | Iowa                                                   | 1933. március 4.                                       | 1940. szeptember 4.                                    |                                                        | Az Amerikai Egyesült Államok 33. alelnöke (1941-1945) Az Amerikai Egyesült Államok kereskedelmi minisztere (1945-1946)         | Franklin D. Roosevelt                                  |                                                        |
| 12                                                     |                                                        | Claude R. Wickard                                      | Indiana                                                | 1940. szeptember 5.                                    | 1945. június 29.                                       |                                                        | | Franklin D. Roosevelt                                  |                                                        |
| 12                                                     | Harry S. Truman                                        | Claude R. Wickard                                      | Indiana                                                | 1940. szeptember 5.                                    | 1945. június 29.                                       |                                                        | |                                                        |                                                        |
| 13                                                     |                                                        | Clinton P. Anderson                                    | Új-Mexikó                                              | 1945. június 30.                                       | 1948. május 10.                                        |                                                        | Az Amerikai Egyesült Államok szenátora (Új-Mexikó képviseletében) (1941–1945; 1949–1973)                                       |                                                        |                                                        |
| 14                                                     |                                                        | Charles F. Brannan                                     | Colorado                                               | 1948. június 2.                                        | 1953. január 20.                                       |                                                        | |                                                        |                                                        |
| 15                                                     |                                                        | Ezra Taft Benson                                       | Utah                                                   | 1953. június 21.                                       | 1961. január 20.                                       |                                                        | Az Utolsó Napok Szentjeinek Jézus Krisztus Egyháza elnöke (1985-1994)                                                          | Dwight D. Eisenhower                                   |                                                        |
| 16                                                     |                                                        | Orville L. Freeman                                     | Minnesota                                              | 1961. január 21.                                       | 1969. január 20.                                       |                                                        | Minnesota kormányzója (1955–1961)                                                                                              | John F. Kennedy                                        |                                                        |
| 16                                                     | Lyndon B. Johnson                                      | Orville L. Freeman                                     | Minnesota                                              | 1961. január 21.                                       | 1969. január 20.                                       |                                                        | Minnesota kormányzója (1955–1961)                                                                                              |                                                        |                                                        |
| 17                                                     |                                                        | Clifford M. Hardin                                     | Nebraska                                               | 1969. január 21.                                       | 1971. november 17.                                     |                                                        | | Richard Nixon                                          |                                                        |
| 18                                                     |                                                        | Earl L. Butz                                           | Indiana                                                | 1971. december 2.                                      | 1976. október 4.                                       |                                                        | | Richard Nixon                                          |                                                        |
| 18                                                     | Gerald Ford                                            | Earl L. Butz                                           | Indiana                                                | 1971. december 2.                                      | 1976. október 4.                                       |                                                        | |                                                        |                                                        |
| 19                                                     |                                                        | John A. Knebel                                         | Oklahoma                                               | 1976. november 4.                                      | 1977. január 20.                                       |                                                        | |                                                        |                                                        |
| 20                                                     |                                                        | Robert Bergland                                        | Minnesota                                              | 1977. január 23.                                       | 1981. január 20.                                       |                                                        | Az Amerikai Egyesült Államok képviselőházának tagja (Minnesota képviseletében) (1971–1977)                                     | Jimmy Carter                                           |                                                        |
| 21                                                     |                                                        | John R. Block                                          | Illinois                                               | 1981. január 23.                                       | 1986. február 14.                                      |                                                        | | Ronald Reagan                                          |                                                        |
| 22                                                     |                                                        | Richard E. Lyng                                        | Kalifornia                                             | 1986. március 7.                                       | 1989. január 21.                                       |                                                        | | Ronald Reagan                                          |                                                        |
| 23                                                     |                                                        | Clayton K. Yeutter                                     | Nebraska                                               | 1989. február 16.                                      | 1991. március 1.                                       |                                                        | Az Amerikai Egyesült Államok kereskedelmi képviselője (1985–1989) Elnöki főtanácsadó (1992-1993)                               | George H. W. Bush                                      |                                                        |
| 24                                                     |                                                        | Edward R. Madigan                                      | Illinois                                               | 1991. március 8.                                       | 1993. január 20.                                       |                                                        | Az Amerikai Egyesült Államok képviselőházának tagja (Illinois képviseletében) (1973-1991)                                      | George H. W. Bush                                      |                                                        |
| 25                                                     |                                                        | Mike Espy                                              | Mississippi                                            | 1993. január 22.                                       | 1994. december 31.                                     |                                                        | Az Amerikai Egyesült Államok Képviselőházának tagja (Mississippi képviseletében) (1987–1993)                                   | Bill Clinton                                           |                                                        |
| 26                                                     |                                                        | Dan Glickman                                           | Kansas                                                 | 1995. március 30.                                      | 2001. január 20.                                       |                                                        | Az Amerikai Egyesült Államok Képviselőházának tagja (Kansas képviseletében) (1977–1995)                                        | Bill Clinton                                           |                                                        |
| 27                                                     |                                                        | Ann M. Veneman                                         | Kalifornia                                             | 2001. január 20.                                       | 2005. január 20.                                       |                                                        | Az UNICEF vezetője (2005–2010)                                                                                                 | George W. Bush                                         |                                                        |
| 28                                                     |                                                        | Mike Johanns                                           | Nebraska                                               | 2005. január 21.                                       | 2007. szeptember 20.                                   |                                                        | Nebraska kormányzója (1999–2005) Az Amerikai Egyesült Államok szenátora (Nebraska képviseletében) (2009–2015)                  | George W. Bush                                         |                                                        |
| –                                                      |                                                        | Charles F. Conner (megbízott)                          | Indiana                                                | 2007. szeptember 20.                                   | 2008. január 28.                                       |                                                        | | George W. Bush                                         |                                                        |
| 29                                                     |                                                        | Ed Schafer                                             | Észak-Dakota                                           | 2008. január 28.                                       | 2009. január 20.                                       |                                                        | Észak-Dakota kormányzója (1992–2000)                                                                                           | George W. Bush                                         |                                                        |
| 30                                                     |                                                        | Tom Vilsack (első terminus)                            | Iowa                                                   | 2009. január 20.                                       | 2017. január 13.                                       |                                                        | Iowa kormányzója (1999–2007)                                                                                                   | Barack Obama                                           |                                                        |
| –                                                      |                                                        | Michael Scuse (megbízott)                              | Delaware                                               | 2017. január 13.                                       | 2017. január 20.                                       |                                                        | | Barack Obama                                           |                                                        |
| –                                                      |                                                        | Mike Young (megbízott)                                 |                                                        | 2017. január 20.                                       | 2017. április 25.                                      |                                                        | | Donald Trump                                           |                                                        |
| 31                                                     |                                                        | Sonny Perdue                                           | Georgia                                                | 2017. április 25.                                      | 2021. január 20.                                       |                                                        | Georgia kormányzója (2003–2011)                                                                                                | Donald Trump                                           |                                                        |
| –                                                      |                                                        | Kevin Shea (megbízott)                                 |                                                        | 2021. január 20.                                       | 2021. február 23.                                      |                                                        | | Joe Biden                                              |                                                        |
| 32                                                     |                                                        | Tom Vilsack (második terminus)                         | Iowa                                                   | 2021. február 23.                                      | 2025. január 20.                                       |                                                        | Iowa kormányzója (1999–2007)                                                                                                   | Joe Biden                                              |                                                        |
| –                                                      |                                                        | Gary Washington (megbízott)                            |                                                        | 2025. január 20.                                       |                                                        |                                                        | | Donald Trump                                           |                                                        |